# Guillermo Carvajal Alvarado
Guillermo Carvajal Alvarado(San José, 4 de marzo de 1953) es un geógrafo, profesor e historiador costarricense. Miembro de número de la Academia Costarricense de Geografía e Historia.

## Trayectoria
Nació en los denominados Barrios del Sur de la capital de Costa Rica: San José. Hizo sus estudios primarios en la Escuela Carolina Dent y su secundaria en el Liceo del Sur. Se graduó de Bachiller en Historia y Geografía en 1975 en la Universidad de Costa Rica.
Profesor catedrático de la Universidad de Costa Rica. Especialista en Geografía Humana e Historia Social. Maîtrise és Lettres, con mención en amenagément de l`espace rurale, Université Toulouse-II-Le Mirail, 1977. Doctor en Geografía, Université Toulouse-II-Le Mirail, 1981.
Ha sido miembro Secretario General de la Asociación Costarricense de Geógrafos 1983 y Presidente en 1994. Además de sus cargos administrativos y académicos ha sido un intenso propulsor  de la enseñanza de la geografía
Es miembro de número de la Academia Costarricense de Geografía e Historia. Miembro de la Academia Mexicana de Geografía y de la Academia española de Geografía.  Ha ocupado cargos de administración dentro de la Universidad de Costa Rica: Miembro del Consejo del Sistema de Estudios de Posgrado, 1988-1990, director de la Escuela de Historia y Geografía, 1990-1994. Director del programa de Maestría en Geografía  Centroamericana en Geografía (con Énfasis Ordenamiento Territorial) 2002-2006. Fue editor de la revista Geoistmo, revista especializada en temas de geografía y ecología de la América Central.
Fue Director Maestría Centroamericana en Geografía donde impulsó la Revista Geográfica de América Central, primera  revista electrónica de geografía en Centroamérica.
En el año 2004 fue consultor del Programa de las Naciones Unidas para el Desarrollo (PNUD) donde fue invitado a colaborar como investigador principal en el informe bianual " Venciendo el terror" En este programa cuyo eje era la (in) seguridad ciudadana en Costa Rica le correspondió realizar el estudio de  la violencia urbana en tres ciudades costarricenses: Puerto Limón, Escazú y San José. Con la aplicación de técnicas cartográficas  a través de los sistemas de información geográfica (S.I.G).

## Obras
La lista completa de la obra escrita del autor aparece en el enlace del Sistema de Bibliotecas, Documentación e Información (SIBDI), Sede Central de la Universidad de Costa Rica.
- La delictividad urbana en la ciudad de San José: 1990-2000: una perspectiva geográfica (1. edición) (2002). -En coautoría con Alfaro Esquivel, Libia- ISBN 9968161411
- Los estudios generales en la Universidad de Costa Rica (1. edición) (2004 -i.e. 2005-). ISBN 99689514
- La formación de la ciencia geográfica en Costa Rica: una exploración desde sus orígenes (1. edición) (2004).
- Puerto Limón : justicia, delictividad e inseguridad ciudadana (1. edición) (2005). -En coautoría con Zapata Duarte, Enrique- ISBN 99689514
- Ambiente y sociedad: una visión crítica desde el humanismo ecologista (2005). ISBN 99689514
- El tranvía de la ciudad de San José en la historia de Costa Rica (2008). ISBN 99689514
- Geografía de Costa Rica : espacio y población : rasgos demográficos a través del tiempo (2011). ISBN 9789930941041